# Liam Doran
Liam Doran (Londra, 22 marzo 1987) è un pilota automobilistico britannico, specializzato nella disciplina nel rallycross.

## Biografia
Liam ha preso parte alle principali manifestazioni di Rallycross come gli X Games, Campionato europeo di rallycross e i Global RallyCross Championship.
Nel 2011 ha firmato un accordo con la Monster Energy e nello stesso anno ha vinto la medaglia d'oro agli X Games.
Nel 2013 a Monaco di Baviera si è ripetuto arrivando primo e vincendo la sua seconda medaglia d'oro mentre sempre nel solito anno a Los Angeles si è classificato terzo nella prova Gymkhana.
Ha iniziato a correre all'età di quattordici anni prima con una Citroën Saxo poi nel 2007 all'età di 20 anni a bordo di una Ford Fiesta.
Nel 2010 e stato membro del team Citroen Rallycross partecipando al Campionato europeo di rallycross a fianco del quattordici volte campione Kenneth Hansen alla guida di una Citroën C4.
Ha chiuso quella stessa stagione come terzo assoluto nel campionato europeo di rallycross vincendo in Polonia e Finlandia
Nel 2012 ha chiuso la stagione del Campionato europeo di rallycross con una vittoria in Germania classificandosi secondo assoluto nella classifica generale con 104 punti e finendo a podio anche in Gran Bretagna, Norvegia e Finlandia.
Nel 2013 ha vinto in Portogallo e Norvegia arrivando quinto assoluto nel Campionato europeo di rallycross.